# Mad Max: Estrada da Fúria
Mad Max: Fury Road (bra/prt: Mad Max: Estrada da Fúria) é um filme australo-estadunidense de 2015, de ação e ficção científica, dirigido por George Miller, e escrito por Miller, Brendan McCarthy, e Nico Lathouris. É o quarto título da franquia Mad Max, se passando em um vasto deserto de um futuro pós-apocalíptico onde gasolina e água são bens valiosos. Ele segue a história de Max Rockatansky, que se junta a Imperatriz Furiosa para fugir do líder cultista Immortan Joe e seu exército dentro de um caminhão tanque. O filme é estrelado por Tom Hardy, Charlize Theron, Nicholas Hoult, Hugh Keays-Byrne, Rosie Huntington-Whiteley, Riley Keough, Zoë Kravitz, Abbey Lee, e Courtney Eaton. 
Mad Max: Fury Road estreou em TCL Chinese Theatre, Hollywood, em 7 de maio de 2015. Também foi mostrado no 68º Festival de Cinema de Cannes, em 14 de maio, mas fora da competição oficial. A estreia mundial foi em 15 de maio de 2015.
De acordo com o site de análises agregadas Metacritic, Mad Max: Fury Road recebeu "aclamação universal" por parte da crítica, descrito pela revista Forbes como "uma obra-prima do cinema de ação".
O filme foi classificado por muitos críticos como o melhor filme de 2015, e é considerado um dos melhores filmes de ação já feitos, aclamado por sua direção, roteiro, fotografia, elenco, e sequências de ação. Estrada da Fúria ganhou diversos prêmios de críticos, recebeu 10 nomeações Oscar incluindo Melhor Filme e Diretor para George Miller. Ganhou 6: Melhor Edição de Som, Melhor Mixagem de Som, Melhor Direção de Arte, Melhor Maquiagem e Penteados, Melhor Figurino, Melhor Edição. A prequela Furiosa: A Mad Max Saga foi lançada em 2024.

## Sinopse
Perseguido pelo seu turbulento passado, Max Rockatansky (Tom Hardy) acredita que a melhor forma de sobreviver é não depender de mais ninguém além de si próprio. Ainda assim, acaba por se juntar a um grupo de rebeldes que atravessa a Wasteland, numa máquina de guerra conduzida por uma Imperatriz de elite, Furiosa (Charlize Theron). Este bando está em fuga de uma Cidadela tiranizada por Immortan Joe (Hugh Keays-Byrne), de quem algo insubstituível foi roubado. Desesperado com a sua perda, o Senhor da Guerra reúne o seu exército e inicia uma impiedosa perseguição aos rebeldes e a mais implacável Guerra na Estrada de sempre.

## Elenco
- Tom Hardy como Max Rockatansky
- Charlize Theron como Imperatriz Furiosa
- Nicholas Hoult como Nux
- Hugh Keays-Byrne como Immortan Joe
- Rosie Huntington-Whiteley como Esplêndida Angharad
- Riley Keough como Capable
- Zoë Kravitz como Toast
- Abbey Lee como Dag
- Courtney Eaton como Cheedo
- Josh Helman como Slit
- Nathan Jones como Rictus Erectus
- John Howard como O Comedor de Gente
- Richard Carter como O Fazendeiro de Bala
- Angus Sampson como Mecanico Organico
- iOTA como Doof
- Megan Gale como Valkyrie
- Melissa Jaffer como Guardiã das Sementes
- Melita Jurisic, Gillian Jones, Joy Smithers, Antoinette Kellerman e Christina Koch como As Vuvalini
- Quentin Kenihan como Corpus Colossus
- Jon Iles como Ace

## Produção

### Desenvolvimento
Os planos para o quarto filme de "série" Mad Max, por 25 anos, sofreu dificuldades financeiras para ser iniciado, Mel Gibson estava interessado em voltar para o filme, mas perdeu o interesse depois de 2000. Em 2003, George Miller anunciou que o roteiro para o quarto filme tinha sido escrito, e que a pré-produção estava nos estágios iniciais.
Em novembro de 2006, George Miller declarou que tinha a intenção de fazer Mad Max: Fury Road, e pensava em fazer o filme sem Mel Gibson, dizendo: "Há uma grande esperança, a última coisa que eu queria, era fazer um outro Mad Max, mas esse roteiro esta ótimo, e eu estou completamente seguro". O roteiro do filme foi coescrito com um culto criador de quadrinhos britânico Brendan McCarthy, que também desenhou muitos dos novos personagens e veículos.
Em 2007, Miller novamente confirmou sua intenção de fazer outro Mad Max na Aurora film maker initiative, entanto, afirmou que pensou em Mel Gibson, porém imaginava que ele recusaria por causa da idade. Em 5 de março de 2009, foi anunciado que um filme de animação estava em preprodução e estaria tomando grande parte do enredo de Fury Road. Embora Mel Gibson não estaria no filme, Miller estava procurando um "caminho diferente", um "renascimento" da franquia. Miller citou o filme como uma inspiração para o que ele pretendia fazer com a franquia. Em 2009 Miller anunciou que a filmagem começaria em 2011, acabando com as especulações. No mesmo ano, o ator britânico Tom Hardy estava em negociações para assumir a liderança do papel, também foi anunciado que Charlize Theron desempenharia um papel importante no filme. Em junho de 2010, Hardy anunciou em Friday Night com Jonathan Ross que ele iria interpretar o papel principal em uma nova versão de Mad Max.
Em julho de 2010, Miller anunciou que tinha planos para filmar dois filmes da franquia. Em novembro de 2011, as filmagens foram transferidas de Broken Hill a Namíbia, após as fortes chuvas inesperadas que transformou o deserto lá em uma paisagem exuberante de flores silvestres, inadequadas para o visual do filme.
Em uma entrevista em julho de 2014 no San Diego Comic-Con, Miller disse que projetou o filme em storyboard antes de escrever o roteiro, trabalhando com cinco artistas de storyboard. Saiu como cerca de 3.500 painéis, quase o mesmo número de enquadramento, como no filme acabado. Ele queria que o filme fosse quase uma perseguição contínua, com relativamente poucos diálogos, para ter o visual em primeiro lugar e consequentemente,  poder contar a história do filme apenas pelo storyboard.

### Filmagens
As filmagens começaram em julho de 2012 na Namíbia, mais de 18 meses depois. Em fevereiro de 2013, a conservação costa da Namíbia e do grupo de gestão acusou os produtores de terem causado danos no deserto da Namíbia, colocando em risco um número de espécies de plantas e animais. Em setembro de 2013, foi anunciado que o filme sofreria refilmagens a partir de novembro de 2013. Em 20 de novembro de 2013, foi anunciado que o filme seria lançado em 15 de maio de 2015.

## Recepção

### Crítica
Mad Max: Fury Road foi aclamado pela crítica. O Rotten Tomatoes dá ao filme um índice de aprovação de 97%. O consenso do site diz: "Com emocionante ação e uma quantidade surpreendente de peso narrativo, Mad Max: Fury Road traz a franquia pós-apocalíptica de George Miller rugindo vigorosamente de volta à vida." No Metacritic, que atribui uma classificação normalizada, o filme tem uma pontuação de 90 em 100 com base em 51 críticos, significando "aclamação universal".
Robbie Collin do The Daily Telegraph deu ao filme um total de cinco estrelas e elogiou o filme por sua atuação, roteiro, coreografia, acrobacias, humor e sentido de chamar o filme de uma "sequência espiritual" e uma "erupção de loucura." Escrevendo para o The Guardian dando ao filme quatro de cinco estrelas, Peter Bradshaw diz que o filme é "Grand Theft Auto renovado por Hieronymus Bosch" e comentou: "Exuberantemente enlouquecido, rasgo voador cacofônico, e inteiramente por cima, George Miller reavivou sua franquia Mad Max punk-western como um bizarro comboio de perseguição de suspense de ação no deserto pós-apocalíptico." Scott Mendelson da Forbes deu ao filme 10/10 e opinou, "Mad Max: Fury Road é um filme notável e glorioso, e não apenas um dos grandes filmes de ação de nosso tempo, mas também um grande e oportuno filme, ponto." Scott Collura do IGN deu ao filme 9.2/10, equivalente à classificação 'Surpreendente', e diz "Acrobacias acima da média, design e personagens excêntricos é tudo importante para Fury Road... mas é o sentido único de autenticidade do filme, quer ser algo mais que apenas um filme de ação, isso é o mais impressionante." Elogiou Tom Hardy e Charlize Theron nos papéis de Max e Furiosa, respectivamente. Daniel Gelb do Allmovie deu 4.5/5 e refere que "é um magnifico ataque aos nossos sentidos, e que ficará sem dúvida nos mais altos anais dos clássicos de acção." David Ehrlich do Time Out deu 5/5 e refere que "Fury Road orienta esta franquia macho numa brilhante nova direção, forjando um retrato mítico sobre a necessidade de uma regra feminina num mundo onde os homens precisam ser salvos de si mesmos. É por isso que Max é um herói durável: ele sabe quando guiar pelo pôr do sol. E desta vez ele deixa uma geração de cinema blockbuster asfixiada com o seu pó". O The New York Times escreveu "Miller lembrou-nos que os blockbusters têm todo o potencial não apenas para ser arte, mas radicalmente visionários – mesmo sendo o quarto da série. Que belo dia, realmente." Tim Evans da Sky deu 4/5 estrelas e diz que Fury Road é a "viagem cinematográfica do ano." e conclui que "enquanto os filmes Marvel, são filmes de ação simplistas para crianças, Miller pode mais do que equipará-los com emoções viscerais reais, juntamente com personagens com quem você vai ficar afeiçoado... ou então com quem definitivamente não irá querer partilhar o carro." Justin Craig da Fox News diz que "George Miller envergonhou todos os grandes filmes de acção com enorme orçamento da ultima década. Mad Max: Fury Road reescreveu o livro inteiro. Obrigatório ver.

## Premios e indicações

### Oscar 2016
| Ano  | Categoria                    | Resultado |
| ---- | ---------------------------- | --------- |
| 2016 | Melhor Filme                 | Indicado  |
| 2016 | Melhor Diretor               | Indicado  |
| 2016 | Melhor Edição de Som         | Venceu    |
| 2016 | Melhor Mixagem de Som        | Venceu    |
| 2016 | Melhor Direção de Arte       | Venceu    |
| 2016 | Melhor Fotografia            | Indicado  |
| 2016 | Melhor Maquiagem e Penteados | Venceu    |
| 2016 | Melhor Figurino              | Venceu    |
| 2016 | Melhor Edição                | Venceu    |
| 2016 | Melhores Efeitos Visuais     | Indicado  |

### Globo de Ouro 2016
| Ano  | Categoria          | Resultado |
| ---- | ------------------ | --------- |
| 2016 | Melhor Filme Drama | Indicado  |
| 2016 | Melhor Diretor     | Indicado  |

### BAFTA 2016
| Ano  | Categoria                | Resultado |
| ---- | ------------------------ | --------- |
| 2016 | Melhor Fotografia        | Indicado  |
| 2016 | Melhor Figurino          | Venceu    |
| 2016 | Melhor Som               | Indicado  |
| 2016 | Melhor Edição            | Venceu    |
| 2016 | Melhores Efeitos Visuais | Indicado  |
| 2016 | Melhor Direção de Arte   | Venceu    |
| 2016 | Melhor Maquiagem         | Venceu    |

### Directors Guild of America Award 2016
| Ano  | Categoria               | Resultado |
| 2016 | Melhor Diretor em Longa | Indicado  |
| ---- | ----------------------- | --------- |

## Sequências
Miller e McCarthy revelaram que enquanto estavam escrevendo Fury Road, descobriram que tinham material suficiente para dois argumentos adicionais. Um deles, Mad Max: Furiosa, já está completo, e Miller espera começar a filmar depois do lançamento de Fury Road. Em Março de 2015, numa entrevista à revista Esquire, Tom Hardy disse que estava ligado a mais quatro filmes Mad Max depois de Mad Max: Fury Road. Em Maio de 2015, Miller disse à Wired que "se este [Mad Max: Fury Road] for bem sucedido, tenho mais duas histórias para contar". Mais tarde em maio, Miller revela que os planos para a sequela tinham mudado e que se iria chamar Mad Max: The Wasteland. Também anunciou que os próximos filmes seriam prequelas e que o ator Hugh Keays-Byrne faria de novo o papel de Immortan Joe.